# Henryville (Indiana)
Henryville ist eine Siedlung und ein Census-designated place im Clark County des US-Bundesstaates Indiana. Die Einwohnerzahl beträgt 1905 (Stand 2010).

## Geschichte
Im Jahr 1850 wurde das Dorf Morristown gegründet. Es wurde 1853 in Henryville umbenannt, um Colonel Henry Ferguson zu ehren, der einst ein Oberst in der Pennsylvania Miliz war. Er kaufte das Land, auf dem Henryville gegründet wurde, und half dabei, Entscheidungsträger der Pennsylvania Railroad davon zu überzeugen, die Strecke durch Clark County zu führen. Das Postamt von Henryville wurde 1865 gegründet.
Henryville ist der Geburtsort von „Colonel“ Harland Sanders, dem Gründer von Kentucky Fried Chicken.

## Demografie
Nach einer Schätzung von 2019 leben in Henryville 1905 Menschen. Das mittlere Haushaltseinkommen lag bei 72.109 US-Dollar und die Armutsquote bei 6,6 %.

## Persönlichkeiten
- Harland D. Sanders (1890–1980), Gründer des Systemgastronomie-Unternehmens Kentucky Fried Chicken.